# Список порід коней
Список порід коней

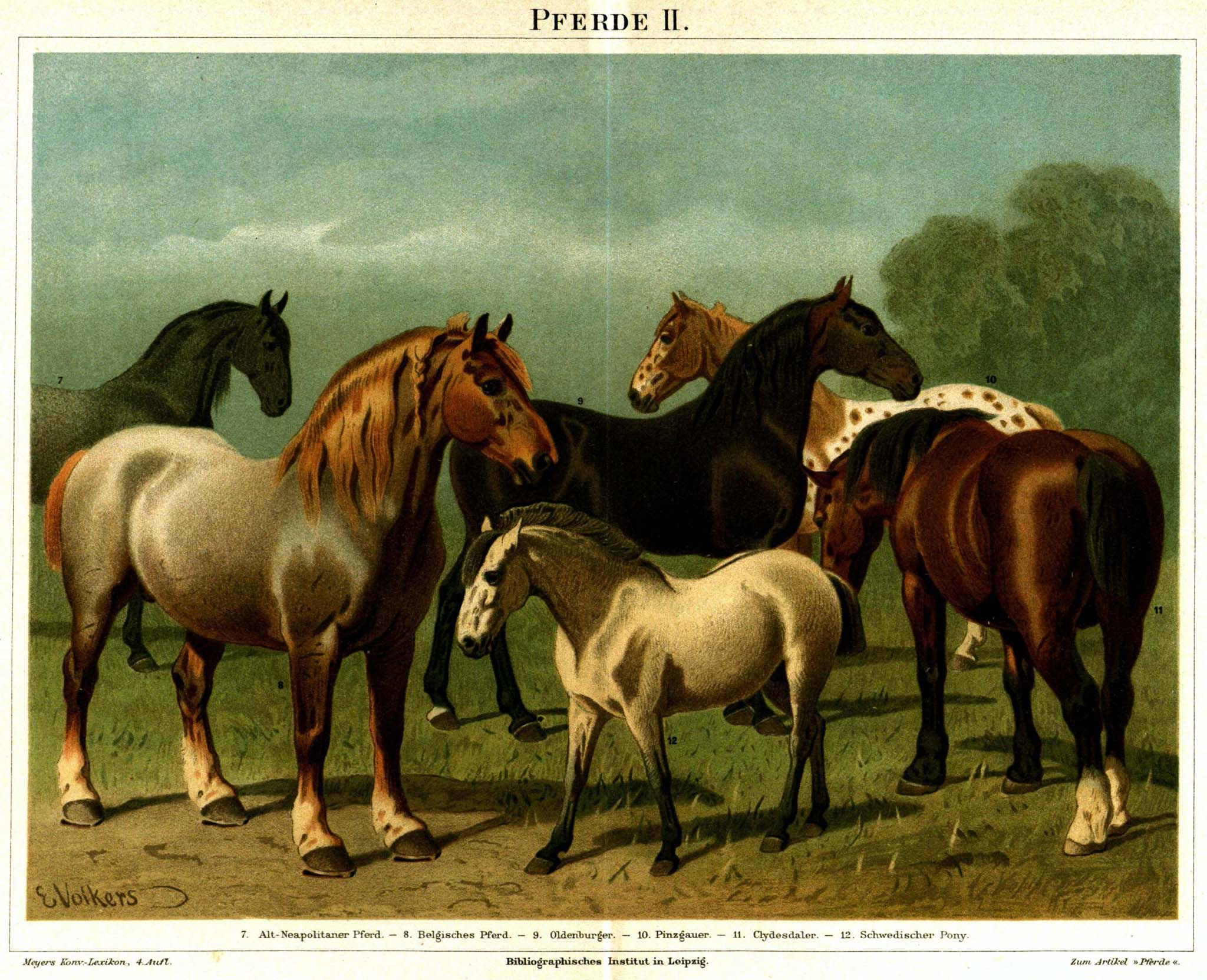

У цій статті наведено перелік основних сучасних та історичних порід коней і поні, а також назви напівздичавілих коней, які не є породами, і деякі породні групи та реєстри коней, які мають свою окрему назву.

## Породи коней

### А-К
- Австралійський пастуший
- Адаєвський
- Азербайджанський
- Азорський
- Албанський
- Алтайський
- Альтер реал
- Американський верховий, седлбред
- Американський кремовий
- Американський кучерявий башкирський
- Американський мініатюрний
- Американський пейнтхорс
- Англо-норманнський
- Андалузький, іспанський, PRE
- Англо-арабський
- Аппалуза
- Араппалуза, Аралуза
- Арабський, чистокровний арабський
- Арденський, арден
- Аргамак
- Аргентинський
- Арьєзький
- Ауксуа
- Ахалтекінський, ахалтекінець, чистокровний ахалтекінський
- Ацтекський, Ацтека
- Баварський напівкровний
- Балеарський
- Бахмати
- Білоруський упряжний
- Бельгійський напівкровний
- Бельгійський робочий
- Берберійський, або варварійський
- Башкирський
- Битюг
- Боснійський
- Брабансон
- Бразильський спортивний
- Брамбі
- Бранденбурзький
- Бретонський
- Будьонівський
- Булонський
- Великопольський
- Вельський коб, уельський
- Вестфальський
- Владимирський ваговоз
- Вюртемберзький
- Вятський
- Ганноверський
- Гафлінгський, гафлінгер, хафлінгер
- Голландський, KWPN
- Гольштинський
- Гонтер
- Гронінгенський
- Гуцульський, гуцулик
- Данський
- Делібоз
- Дестріє
- Донський
- Жемайтський
- Ірландський спортивний
- Ірландський упряжний, тінкер, циганський упряжний
- Ісландський
- Кабардинський
- Калмицький
- Камаргський, камаргу
- Камполіна
- Канадський
- Карабаїрський
- Карабаський
- Карачаївський
- Каспійський
- Кігер-мустанг
- Кінскі
- Кішбер
- Киргизький
- Кладрубський
- Клайдсдейлський, Клейдесдаль
- Клеппер, естонський верховий
- Клівлендський гнідий, клевлендський
- Селянський
- Кнабструпський, кнабструппер
- Коник
- Колорадо рейнджер
- Креольський, креоло
- Кубинський іноходець
- Кустанайський

### Л-Я
- Латвійський
- Ліпіцанський, ліпіцанер
- Литовський ваговоз
- Локайський
- Лузітанський, лузітано
- Малопольський
- Мангаларга маршадор
- Маремманський
- Марварський, Марварі
- Мезенський
- Місурійський фокстроттер
- Монгольський
- Морган
- Мустанг
- Наримський
- Новоолександрівський ваговоз
- Новоалтайський
- Новокиргизький
- Ноніус
- Ольденбурзький
- Орловський рисистий, орловський рисак, орловець
- Пасо фіно
- Перуанський Пасо
- Першеронський ваговоз, першерон
- Печорський
- Пінцгауський, норікер
- Польський коник
- Кінь Пржевальського
- Приобський
- Російський верховий кінь
- Російський рисак
- Російський ваговоз
- Радянський ваговоз
- Скелястогірський, рокі-маунтін
- Соррая
- Стандартбредна, американська рисиста, або американський рисак
- Старий фламандський кінь
- Суффолькський ваговоз, суффольк панч
- Східноболгарський
- Тавдинського кінь
- Татарський
- Теннессійський прогулянковий, теннессі
- Терський
- Тракененський, тракен
- Угорський напівкровний
- Український верховий, УВП
- Український рисистий, УРП[1][2]
- Фалабела
- Фінський
- Флоридський крекері
- Французька рисиста
- Французький сель
- Фредеріксборзький
- Фризький, фриз
- Фіордський, норвезький фіорд
- Хакне
- Чвертьмильний, або квотерхорс
- Чилійський
- Чистокровний верховий кінь, або англійський чистокровний
- Шагія, шагія араб
- Шайрський, шайр
- Шведка (порода коней)
- Шленський
- Ютландський
- Якутський

## Породи поні
- Австралійський
- Англійський верховий
- Астурійський
- Баскський
- Бельгійський верховий
- Галісійський
- Гаррано
- Готландський
- Дартмурський
- Дюльменський
- Ексмурський
- Ерискайський
- Карпатський
- Каспійський
- Керрі бог
- Коннемара
- Нюфаундлендський
- Ню-форестський
- Піндос
- Поттокський
- Тибетський
- Тиморський
- Вельський
- Фелл, поні
- Французький верховий
- Хакне поні
- Хоккайдо, поні
- Шетлендський
- Шотландський
- Яванський